# Anaxipha latipennis
Anaxipha latipennis är en insektsart som först beskrevs av Walker, F. 1869.  Anaxipha latipennis ingår i släktet Anaxipha och familjen syrsor. Inga underarter finns listade i Catalogue of Life.